# Tragus
Tragus (von altgriechisch τράγος tragos ‚Ziegenbock‘) ist die anatomische Bezeichnung für jenen Knorpelanteil der Ohrmuschel, der eine Erhebung vor dem Eingang des äußeren Gehörgangs (Meatus acusticus externus) bildet und oft ein Haarbüschel trägt. Der einem Ziegenbart ähnliche Wuchs dieser Haare, Tragi genannt, war hier namensgebend.

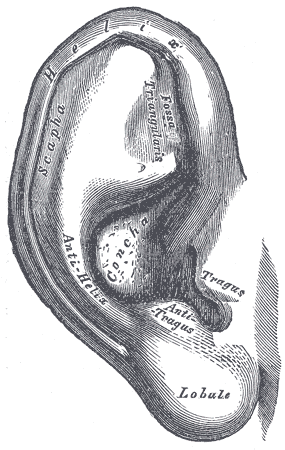
Anatomische Strukturen des menschlichen äußeren Ohrs mit dem Tragus (rechts)

Bei einigen Tieren, so bei manchen Fledermausarten, ist der Tragus eine funktionale Struktur, die als Ohrdeckel aktiv bewegt werden kann. Beim Menschen ist dieser Teil des Körpers nicht muskulär beweglich. Die auch Ohrecke oder Ziegenbock genannte Region des äußeren Ohrs stellt auch eine Stelle für ein Piercing dar (Tragus-Piercing), mit der Gefahr einer Perichondritis. Dem Tragus gegenüber liegt der Antitragus (Gegenecke) des Ohrmuschelknorpels, zwischen beiden eine deutliche Vertiefung (Incisura intertragica); nach unten zu ist beim Menschen als unterschiedlich großes Ohrmuschelanhängsel ein knorpelloses Ohrläppchen (Lobulus auriculae) ausgebildet.

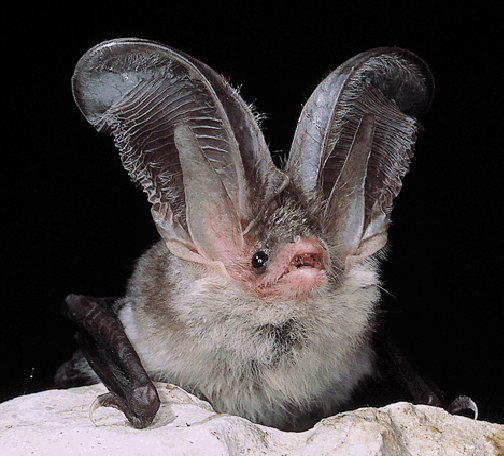
Der lange Tragus kennzeichnet ein Sardisches Langohr
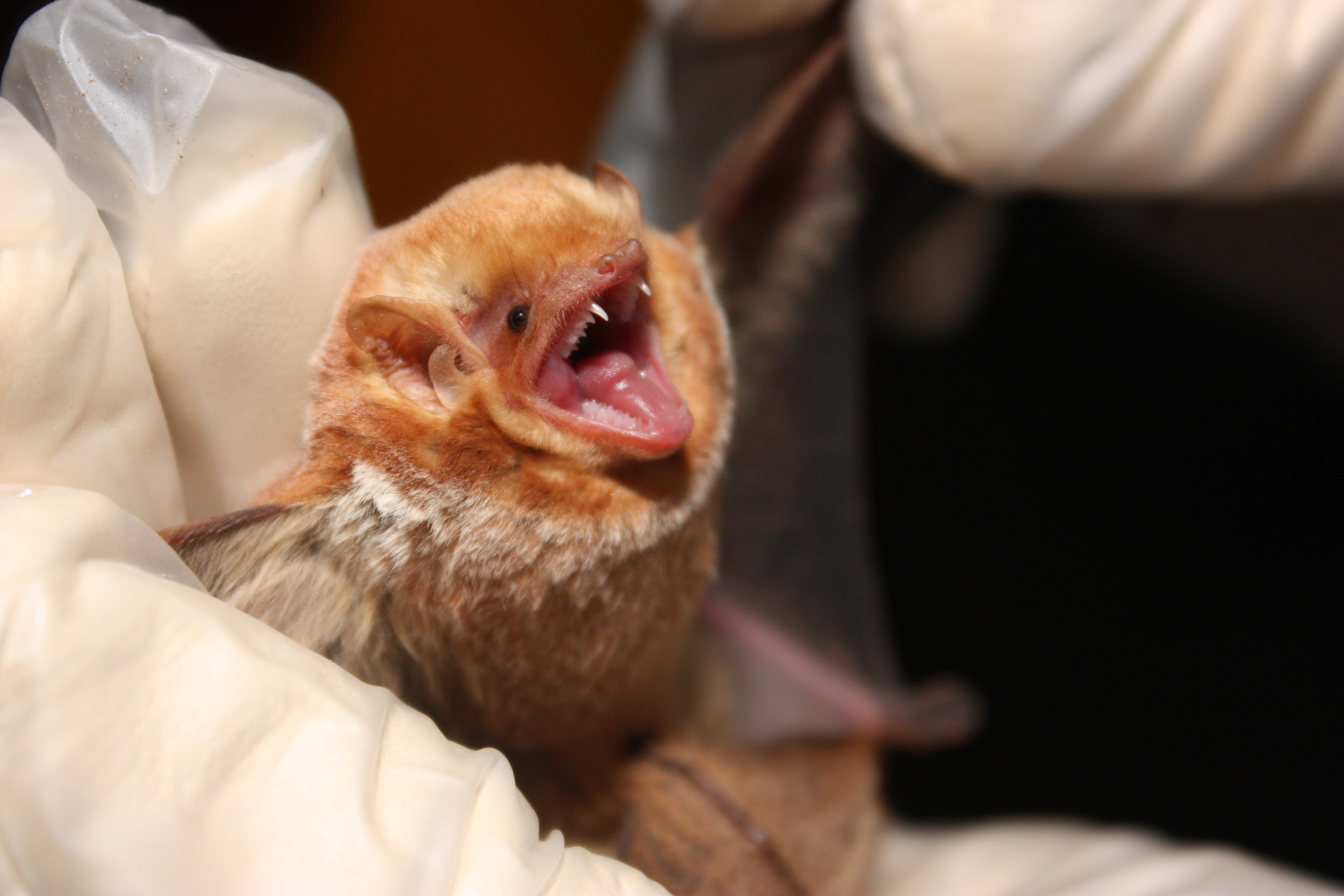
Einen gebogenen Tragus hat die Rote Fledermaus
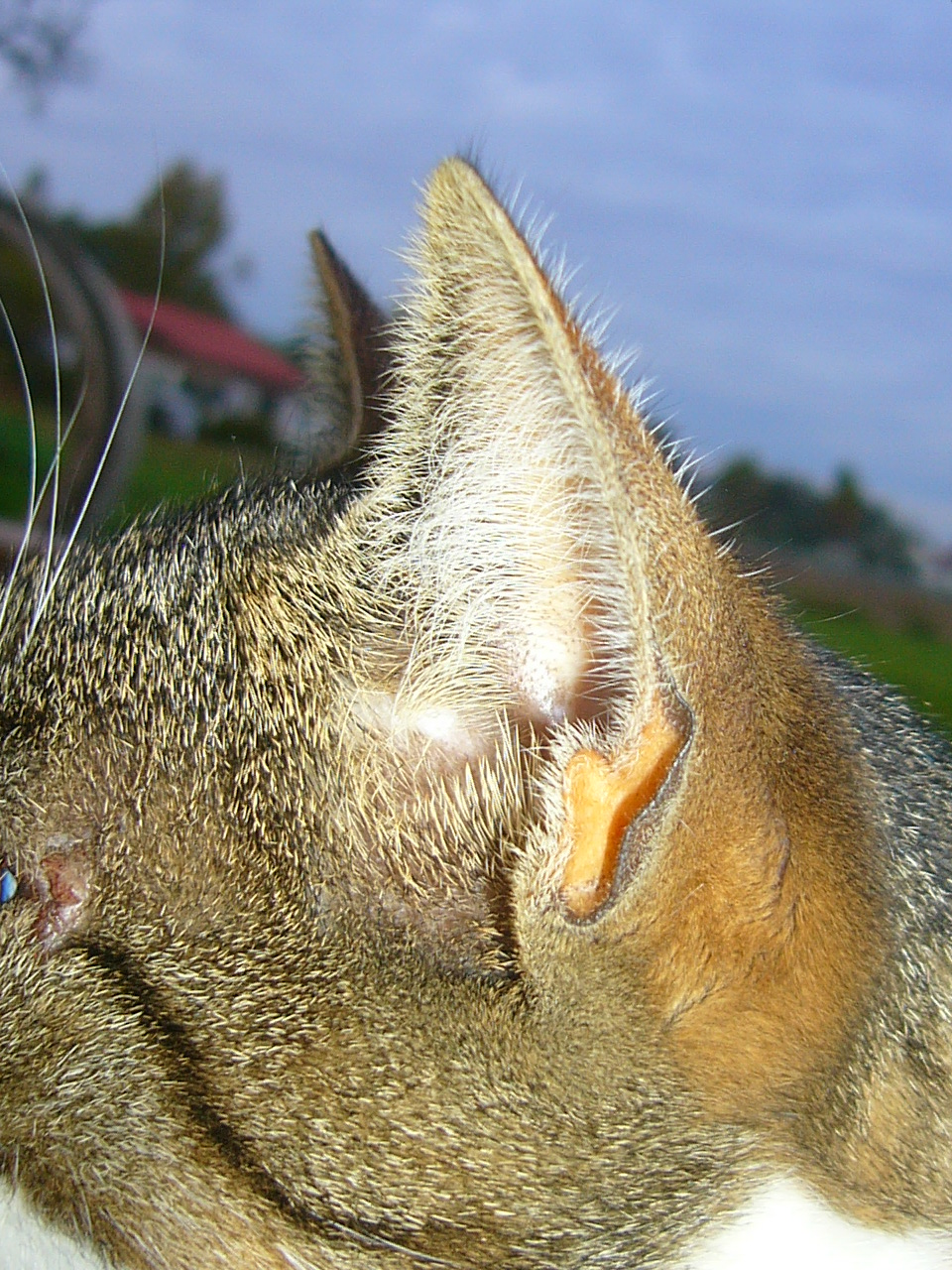
Neben dem Antitragus einer Hauskatze liegt eine Tasche, die dem Richtungshören dient.

## Erkrankungen mit Symptomen am Tragus
Bei einer Entzündung des äußeren Ohrs (Otitis externa) ist typischerweise ein Tragus-Druckschmerz auszulösen, sowie ein Schmerz bei leichtem Zug am Ohrläppchen. Bei einer akuten Mittelohrentzündung (Otitis media acuta) hingegen treten solche Druck- oder Zugschmerzen zu Beginn der Erkrankung meistens nicht auf.
Bei Patienten mit einem Cholesteatom reicht manchmal der Druck auf den Tragus aus, um eine Schwindelattacke auslösen zu können. 